# 破牙神ライザー龍
『破牙神ライザー龍』（ばきしんライザーりゅう）は、仙台市の特定非営利活動法人「HERO」が企画するローカルヒーローの名称である。

## 概要
破牙神ライザー龍は、特定非営利活動法人HEROが運営する宮城県のオリジナルヒーロー。
東日本大震災を受け、キャラクターショーでスーツパフォーマーやMIXオペレーター、MC等の経験者が中心となり、宮城県内の子供達に勇気と希望を届けることを目的として、2011年4月にRYU PROJECTを立ち上げ、2011年10月より特定非営利活動法人HEROへと移行。
以後、被災地の保育園や幼稚園、仮設住宅などへは無償でキャラクターショーを届けている。
宮城県多賀城市と大崎市に龍や蛇を祖霊として祀る縄文神の荒吐破牙（アラハバキ）神社があり、そこから「破牙神ライザー龍」という名前が名付けられた。

## 製作エピソード
東日本大震災から1か月半がすぎようとしていた2011年4月下旬に、宮城県沿岸部で被災した男性から「避難所の子供達が『ヒーローに会いたい』と言っているので、ヒーローの慰問をしてくれないか」と電話がかかってきた。「なんとかして子供達に笑顔になってもらいたい」と思う大人達の気持ちや、子供達なりに我慢してきた中での声だと思うと、動き出さずにはいられなかったという。
最初は募金活動でお金を集めてヒーローを呼ぶことを考えたが、1回2回は可能でも継続は不可能なうえ、広大な被災地は到底回りきれない。そこで、自分たちで自由に動かせるオリジナルのヒーローを作ろうという考えに至った。スーツパフォーマーやMIXオペレーター、MC等キャラクターショーに関わっていた会社員や主婦などいわばプロに近い人間が集まり、コンセプトやストーリー、キャラクター造形の相談を始めた。当初はご当地色を出すアイディアも出たが、このヒーローを生み出そうとした背景は地域おこしでも地域の情報発信でもない。子供達が会いたがっていたTVヒーローにも勝るとも劣らない質の高いヒーローを作り出さなくてはならないと考え、「ご当地」というものは全面に出さず、背景にとどめ、あくまでもクォリティにこだわっている。ショーストーリーも東日本大震災を意識し、「どんなに苦しくとも、絶対に諦めない。何度でも立ち上がる」をテーマとしている。
2011年10月に登場して以来、2011年の公演回数は3か月で52回。2012年の公演回数は290回を数える。そのほとんどが、ボランティアスタッフによる無償公演である。

## あらすじ
かつて日本の国づくりがおこなわれる遙か昔 太古において蛮勇を轟かせ、人々から恐れられていた”傲魔一族”。”傲魔一族”により全滅の危機に瀕した古代東北の太陽の民「リヒト族」は、 ”傲魔一族”を倒すため、アラハバキ神の力を借り、人間を超人に変身させるベルトを開発。やがて、完成したベルトを身につけた正義の勇者は、戦士”破牙神ライザー龍”に変身し、 ”破牙神ライザー龍”の活躍によって ”傲魔一族”は地中深く封印された。
そして、西暦2011年3月。
東北の地を襲った未曾有の大震災による地殻変動により、一度は封印された”傲魔一族”がこの地に解き放たれた。
美しきものを忌み、人々の美しい心のつながりを最も忌み嫌い、人の心に棲み付き、人々を疑心暗鬼に陥らせ人々の恐怖を煽り、この地を”傲魔一族”の地にするために、破壊と殺戮の限りを繰り返しはじめた。その頃、被災地の救援活動に従事していた予備自衛官「宮城タケル」は、突如現れた”傲魔一族”から住民を避難させている最中に、土砂災害に巻き込まれてしまうが、地中より出土した謎のベルトからインスピレーションを感じ、”破牙神ライザー龍”に変身。古代リヒト族の作りし変身ベルトを受け継ぎ、”破牙神ライザー龍”になった宮城タケルは、子ども達の笑顔を守るため、戸惑いながらも、人類を脅かす異形の怪人”傲魔一族”と戦う事を決意する。

## 登場キャラクター
破牙神ライザー龍
太陽の力とアラハバキ神の力を身に纏った戦士。古代リヒト族の開発したベルトで変身。
悠久の時を経て現代に受け継がれ、即応予備自衛官 宮城 タケルが変身。本業は保育士。アラハバキ神の力により、ベルトに埋め込まれたアークにより変身。ひとたび身に付けると、アークは身に付けた者の体に宿る。ベルトと共に出土した石板によると「心清く、心正しく、心強き人よ、アークを身につけしとき、アラハバキの龍が舞い降り、永遠に汝とともにあり」。これがアークが宿るための条件と思われる。
宮城タケル
陸上自衛隊を除隊後、仙台市内のめだか保育園につとめる保育士。除隊時の階級は陸士長。また、保育士のかたわら即応予備自衛官に登録している。もともと人との争いが得意ではなく、そのギャップに悩み除隊。先輩の勧めもあり、とりあえず予備自衛官に登録はするが、まさか本当に招集されるとは思ってはいなかった。即応予備自衛官として災害救助中に、突如現れた“傲魔一族”から襲われ、被災地の子どもをかばい土砂災害に巻き込まれてしまうが、地中より出土した謎のベルトからインスピレーションを感じ、“破牙神ライザー 龍”に変身。古代リヒト族の作りし変身ベルトを受け継ぎ、“破牙神ライザー 龍”になった 宮城 タケルは、子ども達の笑顔を守るため、戸惑いながらも、人類を脅かす異形の怪人“傲魔一族”と戦う事を決意する。
傲魔一族最高幹部／ヴァイラス
元々はナハト王家の長男。魔族との契約後、傲魔一族の最高幹部の一人となる。契約後は、もとの美しき心まで奪われ、傲慢で冷酷非道。破壊と殺戮を何より好むようになる。
傲魔一族最高幹部／ヴァイアグロス
元々は心強きナハト王家の次男。魔族との契約後、傲魔一族の最高幹部の一人となるが、魔族との契約に最後まで反対した。契約後は自らが率先して先頭に立ち、極力血を流さぬ様に傲魔王ジェネシス復活に尽力するが、他の一族の仲間からは理解を得られず孤立している。
呪士／ヤガール
元々はナハト族の祭司。魔族との契約により、自分が最高位の祭司になれると思い込み、魔族との契約を強引に推進した。契約後は傲魔一族最高幹部に使える執事に格下げ。戦闘力は極めて低いが悪知恵が働く。
傲魔獣
最高幹部に従う傲魔一族の精鋭。
遣い魔／タゴマール
呪士ヤガールの妖魔術によって生み出される戦闘員。上級遣い魔と下級遣い魔がいる。
伊達義明
初動打撃小隊隊長。当初“龍”を傲魔一族とみなし攻撃を加えていたが、現在はよき理解者。
桜木瞳
陸上自衛隊中央即応集団付属研究所研究員。傲魔一族復活に際し、傲魔殲滅を目的に緊急創設された研究機関。ベルトと共に出土した石板を読み解いたのも桜木たちである。

## キーワード
リヒト族
古代東北の地で、平和を愛し、太陽の恵みを愛す心清い太陽の民。太陽とアラハバキ神を信心し、代々東北の地を守りし民族。
ナハト族
リヒト族と同じく古代東北の地で、月を愛し、風を愛でる美しき心を持つ月の民。しかし、一族の未来を司る巫女を魔族より救うため、魔族との契約により傲魔に変身。自らの美しい心を隠し、傲魔一族となる。ジェネシスの復活がナハト族の復活であると信じ、破壊と殺戮を繰り返す。いつか誰かに止めてもらえることを願う悲しき民。
ジェネシス
古代東北の地で、破牙神ライザー龍によって封印されたが、地震によって封印が解ける。肉体はいまだに闇の世界に封印されている。先に復活した傲魔一族を使ってマイナスエネルギーを集め、肉体を取り返し破壊と恐怖が支配する傲魔の世を作ろうと企む。人間の不安や恐怖、憎しみの心が力になる。
龍の勾玉
地中から出土した、龍に語りかけてくる不思議な勾玉。破牙神ライザー龍の力の秘密に関わっているらしい。

## キャラクターショー　声の出演
破牙神ライザー龍（宮城タケル）：石垣進之介
ヴァイラス：樋渡宏嗣
傲魔獣：本間秋彦
ヤガール：箱崎貴司
伊達義明：原西忠佑
破牙神ライザー龍 カムイ：大葉カズキ
巫女：六華亭遊花（かわのめえりこ）
勾玉：阿部未来

## スーツパフォーマー
過去、東北地区で活躍したTVヒーローのスーツパフォーマーが演じているが、役名はあかされていない。

## 音楽
破牙神ライザー龍（主題歌）
作詞：RYU PROJECT／作曲：taraco／歌：宮内タカユキ
泣きながら生まれて（エンディングテーマ）
作詞：RYU PROJECT／作曲：taraco／歌：宮内真友
僕らのマーチ（マーチ）
作詞：RYU PROJECT／作曲：taraco／歌：みきちゅ

## その他
TVドラマ
2012年7月〜8月の8週間、夏休み特別企画としてTBC東北放送「ウォッチン!みやぎ」の番組内でTVドラマが放送された。
2013年1月TVドラマ総集編放送
コミック
2013年秋 破牙神ライザー龍コミカライズ刊行予定。
ノベライズ本
2014年新春 ドキュメント映画 ノベライズ本刊行予定。
映画
2014年新春 ドキュメント映画 全国ロードショー予定。